# Mara solniskowa
Mara solniskowa (Dolichotis salinicola) – gatunek gryzonia z rodziny kawiowatych. Jest gatunkiem powszechnie występującym na terenie krainy geograficznej Gran Chaco: w południowej Boliwii, zachodnim Paragwaju i północno-zachodniej Argentynie. 

## Cykl życiowy
Samica rodzi zwykle 1do 3 młodych (średnia 1,5). U samic przetrzymywanych w niewoli ciąża trwa 77 dni.

## Siedlisko
Mara solniskowa zamieszkuje tereny suche, porośnięte krzewami. Zasięg terytorialny zwierząt waha się od 33,3 do 197,5 ha (średnio 97,9 ha).